# 领袖陵 (巴基斯坦)
玛扎尔·伊·奎德，也被称为真纳陵墓、领袖陵或国家陵墓，是巴基斯坦國父“伟大领袖”穆罕默德·阿里·真纳的安息之地，为1960年代的现代主义风格设计。真納的兩位親密戰友：其妹“巴基斯坦国母”法蒂瑪·真納、巴基斯坦第一任总理利雅卡特·阿里·汗死後也葬在此陵墓內。 
这座陵墓建于1970年，是卡拉奇的标志性建筑。陵墓是卡拉奇最受欢迎的旅游景点之一。

## 位置
陵墓位于卡拉奇的Jamshed居民区，沿着殖民时代核心的北部边缘。陵墓周围是一个大花园，为繁华的大都市提供了一个平静和宁静的环境。晚上从很远的地方就能看到那座灯火通明的坟墓。

## 建筑结构体系

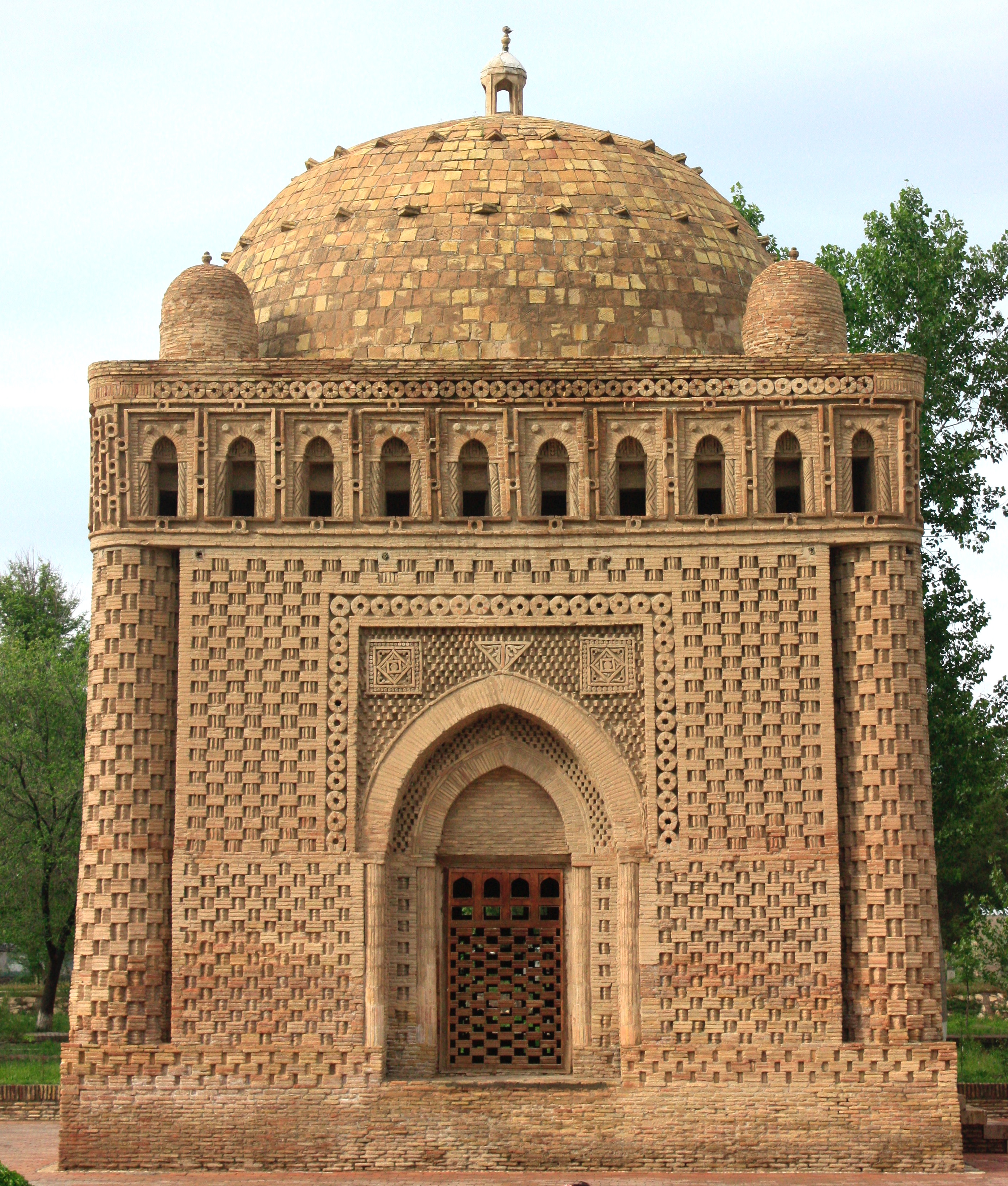
真纳陵墓的设计受到位于乌兹别克斯坦布哈拉的萨曼王陵影响，该陵墓建于公元892年至943年之间。

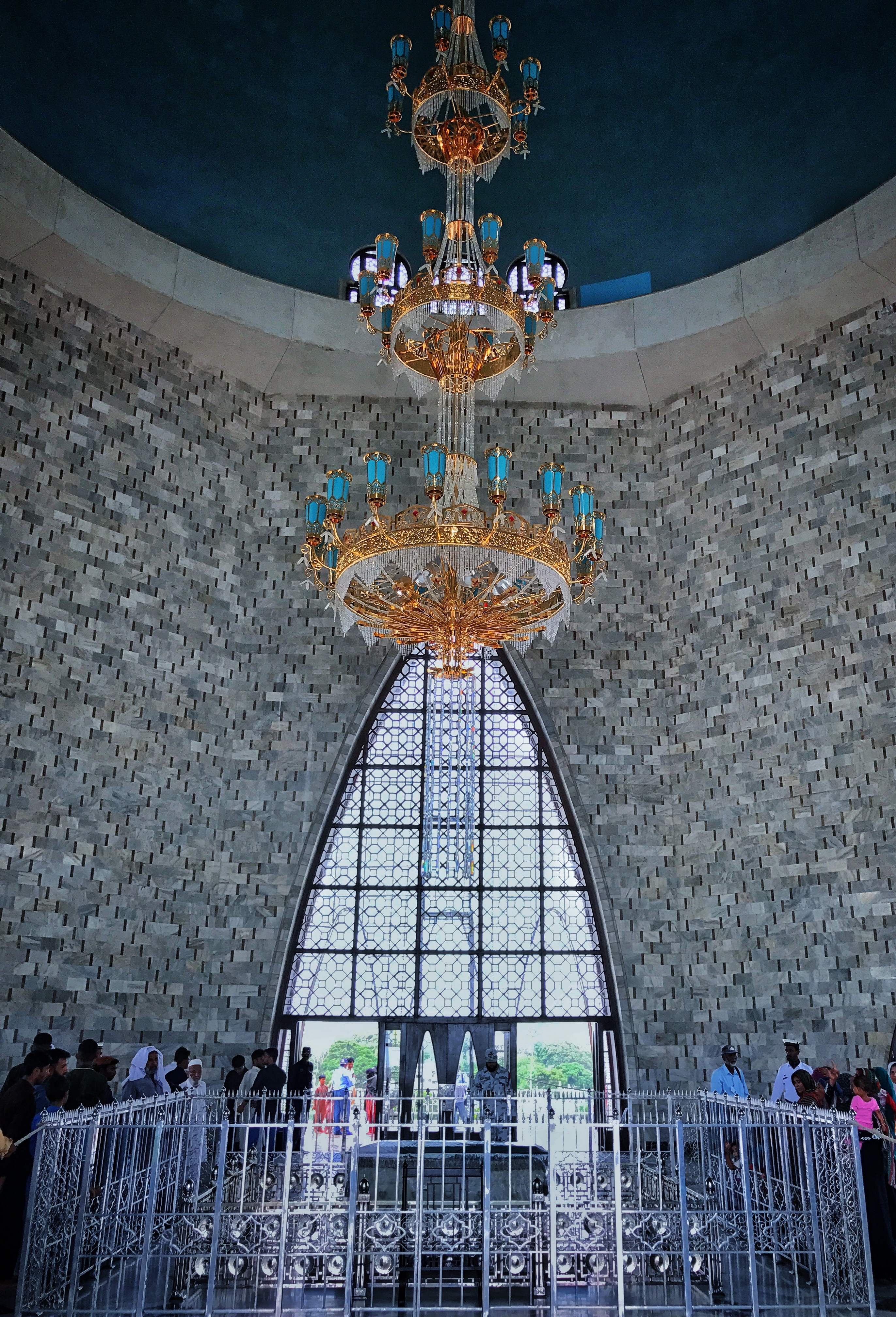
真納紀念陵寢大廳。由中國贈送的水晶吊燈懸吊於大廳正中。

陵墓建筑是由著名建筑师叶海亚·麦钱特设计的它由白色大理石制成，带有弯曲的摩尔式拱门，在54平方米的平台上重新设置了铜格栅。
陵墓位于一个53公顷的公园内，建筑占地75乘75米（246乘246英尺），高43米（141英尺），建在一个4米（13英尺）高的平台上。每面墙都有一个入口。15个连续的喷泉从一边通向平台，从四面八方的梯田大道通向大门。凉爽的内室反射出中华人民共和国赠送的四层水晶吊灯的绿色。陵墓周围是一个公园，公园里安装了强光射灯，晚上的时候射灯的灯光会照射在白色的陵墓上。

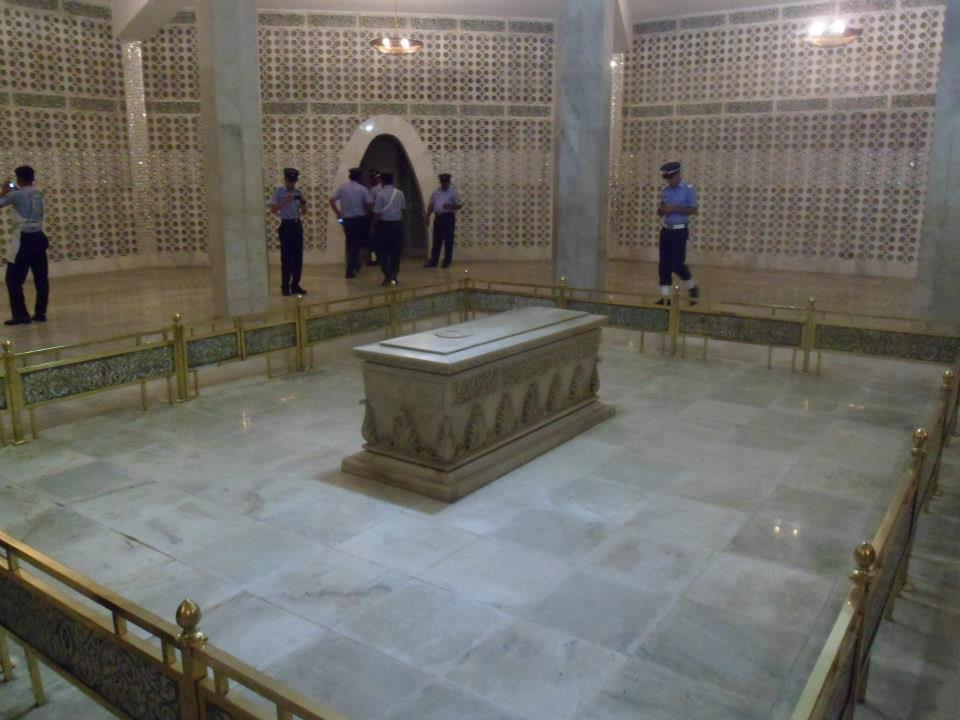
國父穆罕默德·阿里·真納的靈柩

在墓地的内部，有四个坟墓并列，另外一个在北部。北部的那座，底部装饰着一系列黑色花卉图案，属于穆罕默德·阿里·真納的妹妹法蒂瑪·真納小姐。在四排坟墓中，第一个是巴基斯坦第一任总理利雅卡特·阿里·汗及其夫人別姬拉娜·利雅卡特·阿里·汗并排躺着的两个坟墓。另一个坟墓属于阿布杜尔·拉布·尼什塔尔。中间埋葬着努爾·阿明，他曾任巴基斯坦唯一的副总统。所有这些坟墓都是用意大利白色大理石建造的，它们都是盒式的，就像真纳的石棺一样，放在一个三层底座上。但是这些坟墓的侧面向内逐渐变细，而真纳的则向外发散。这些都是普通的坟墓，除了法蒂玛·真纳的，它的坟墓有一个基本的花卉装饰。

## 意义
3月23日（巴基斯坦日）、8月14日（独立日）、9月11日（真纳逝世周年）和12月25日（真纳生日）等特殊场合会在这里举行官方和军事仪式。在官方参观期间，外国政要和官员也会参观陵墓。2017年8月14日，巴基斯坦独立日当天，它被用来通过3D投影映射，通过3D照明展示向真纳致敬。

## 圖集

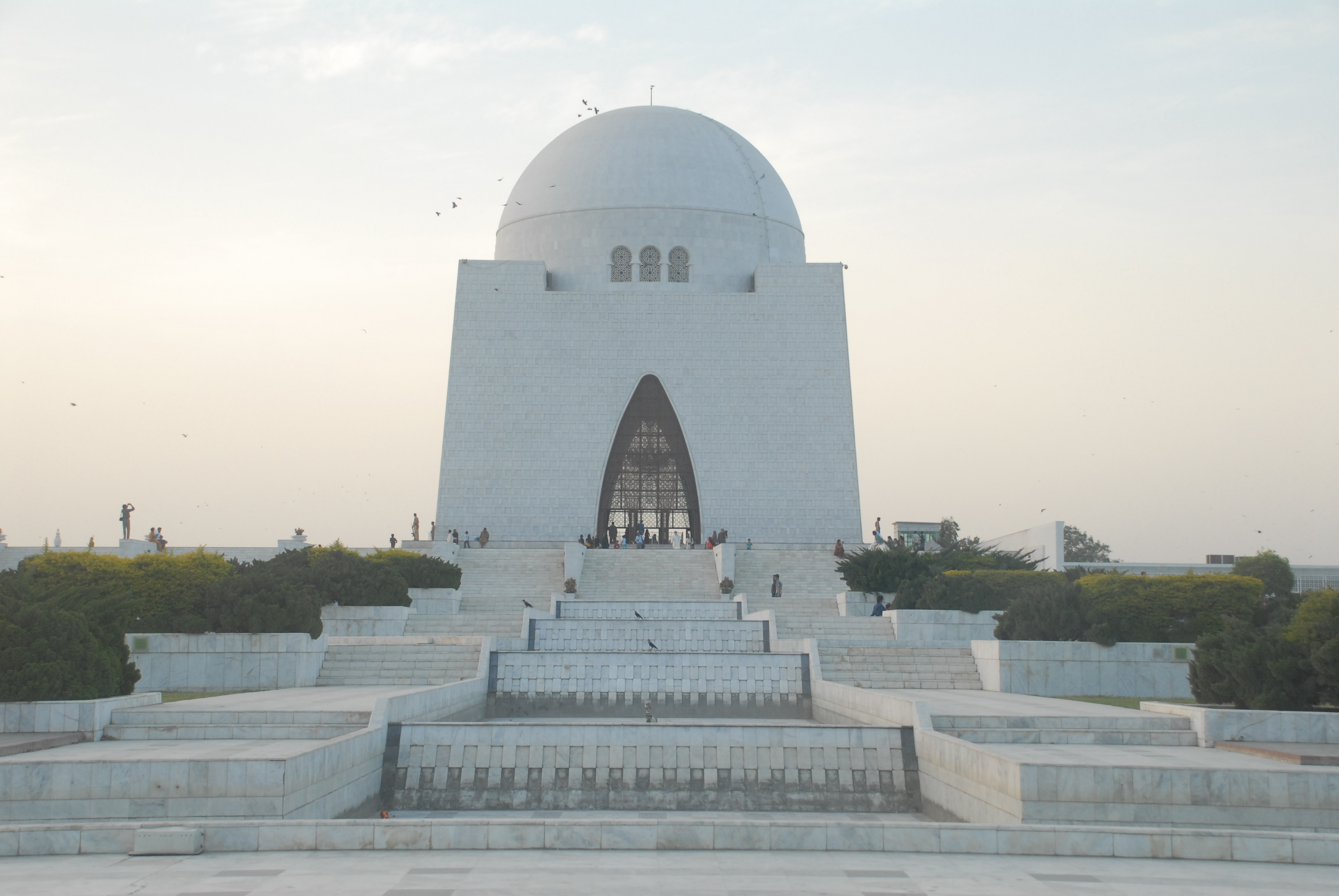
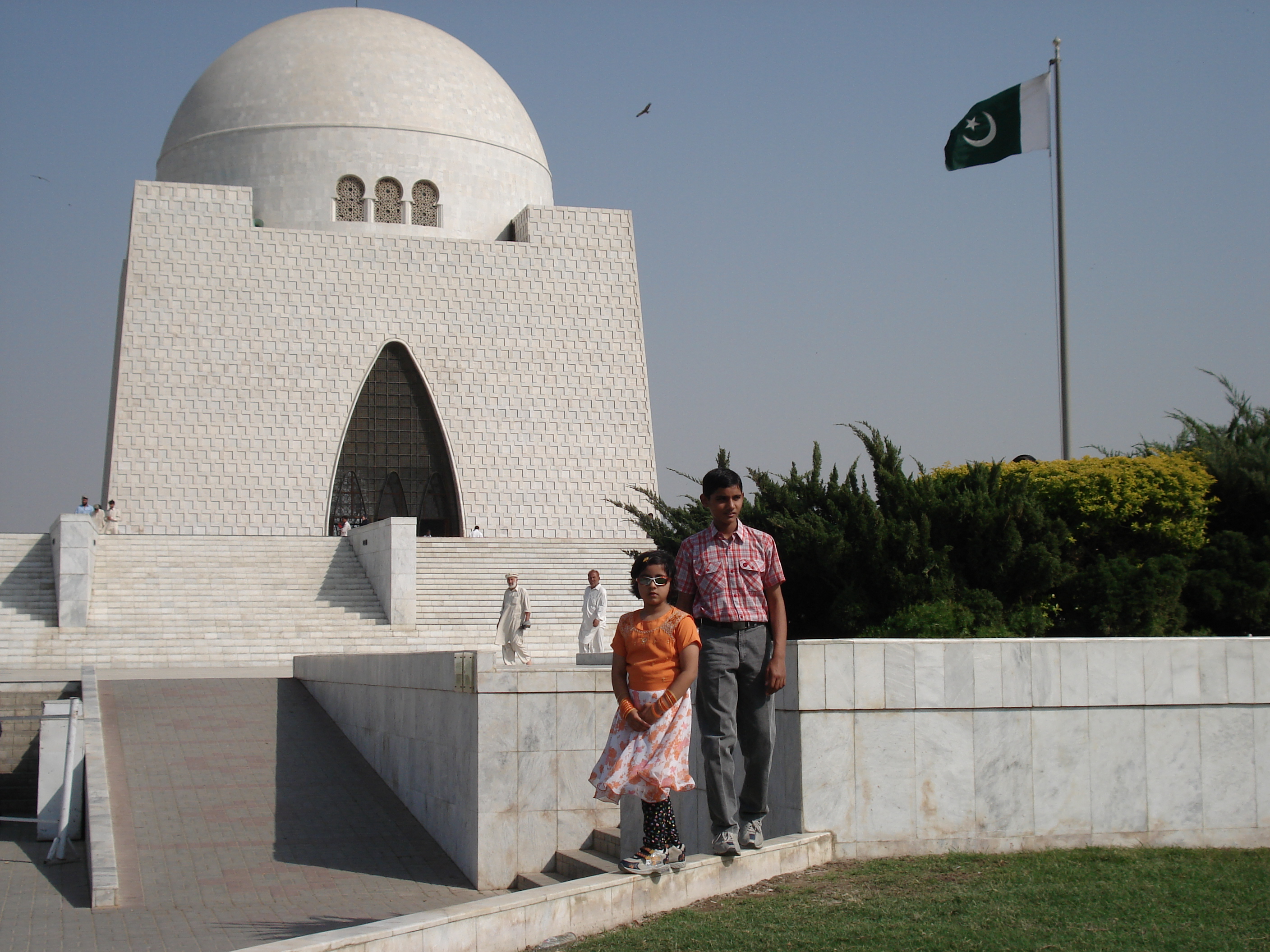
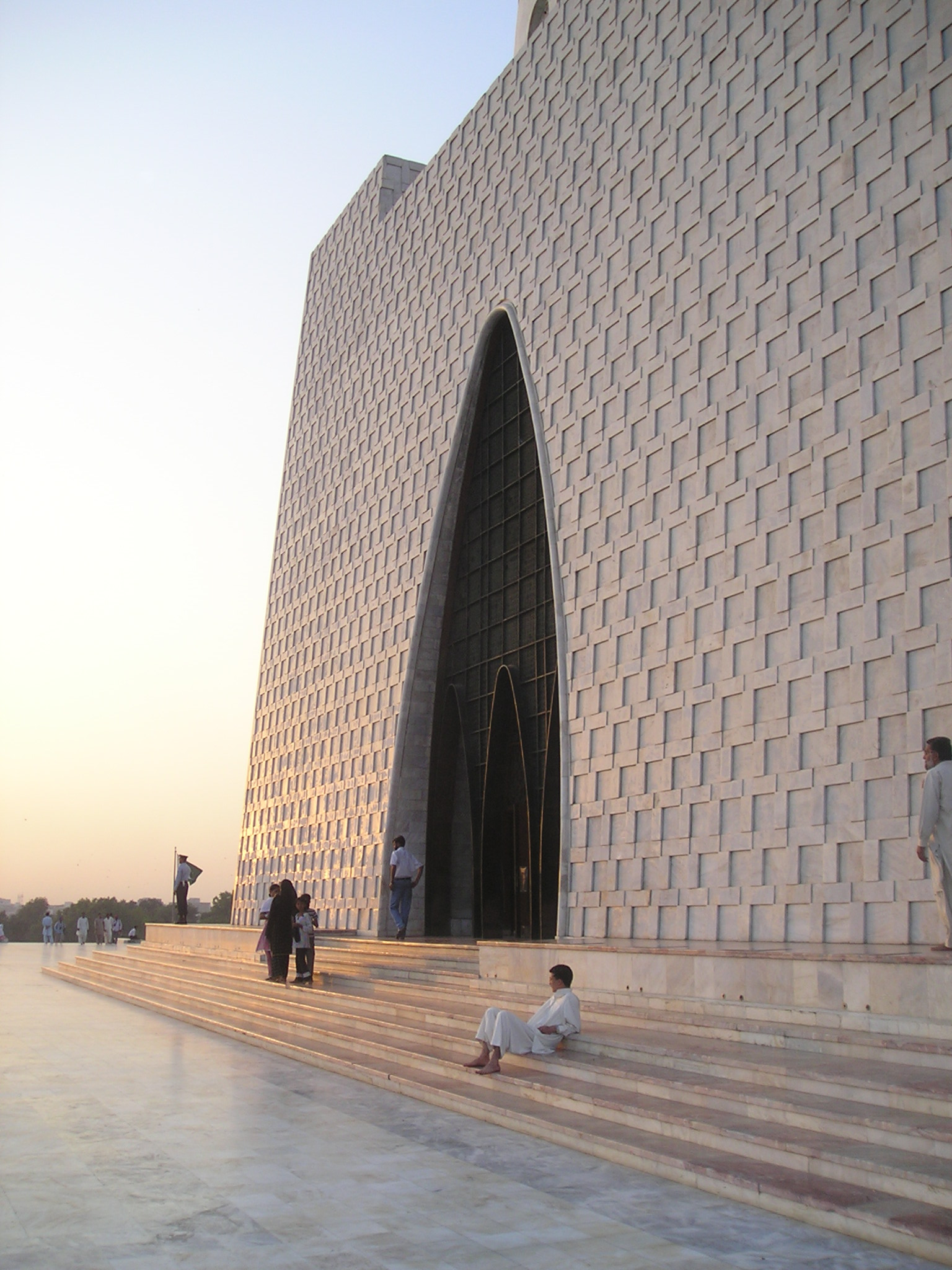
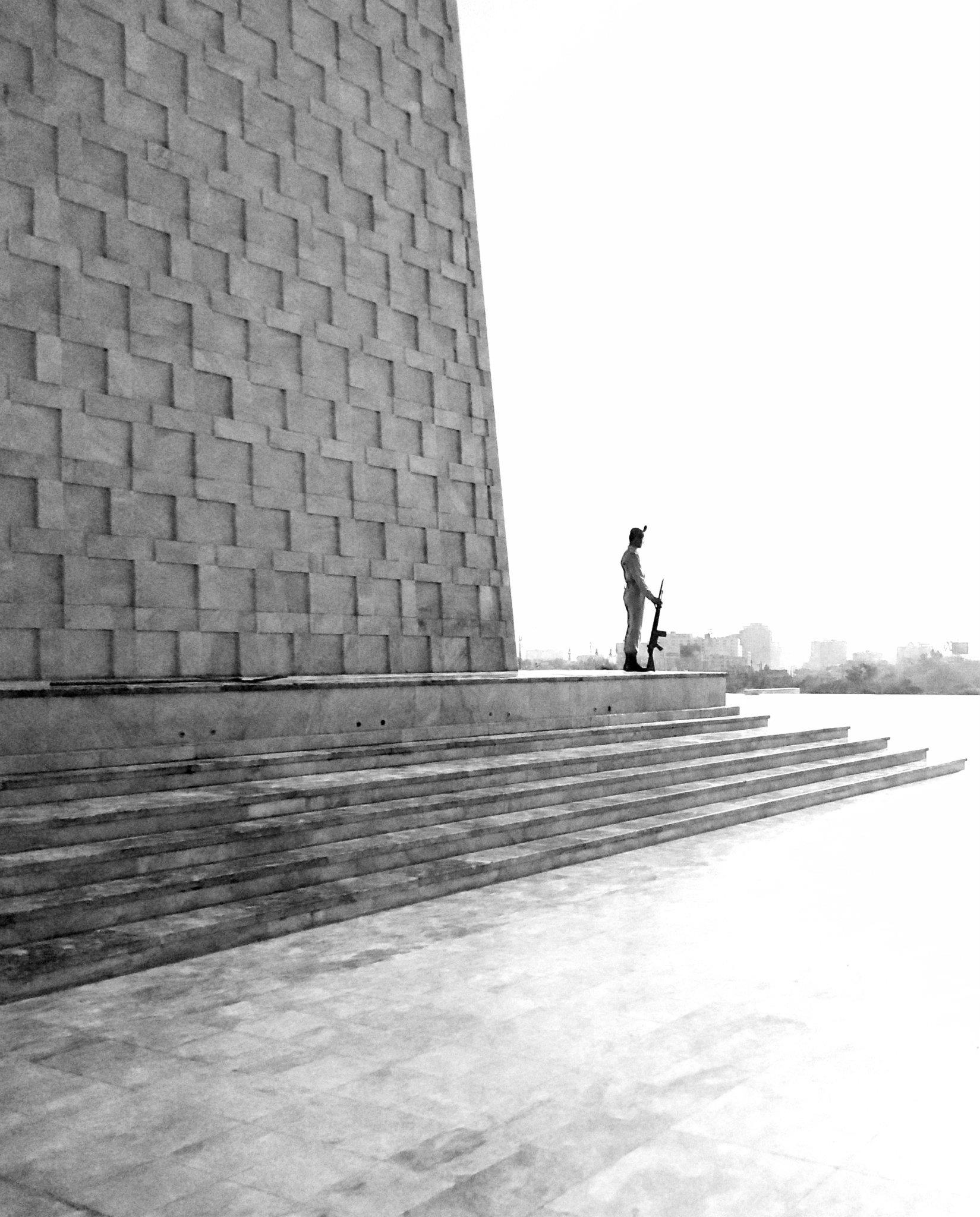
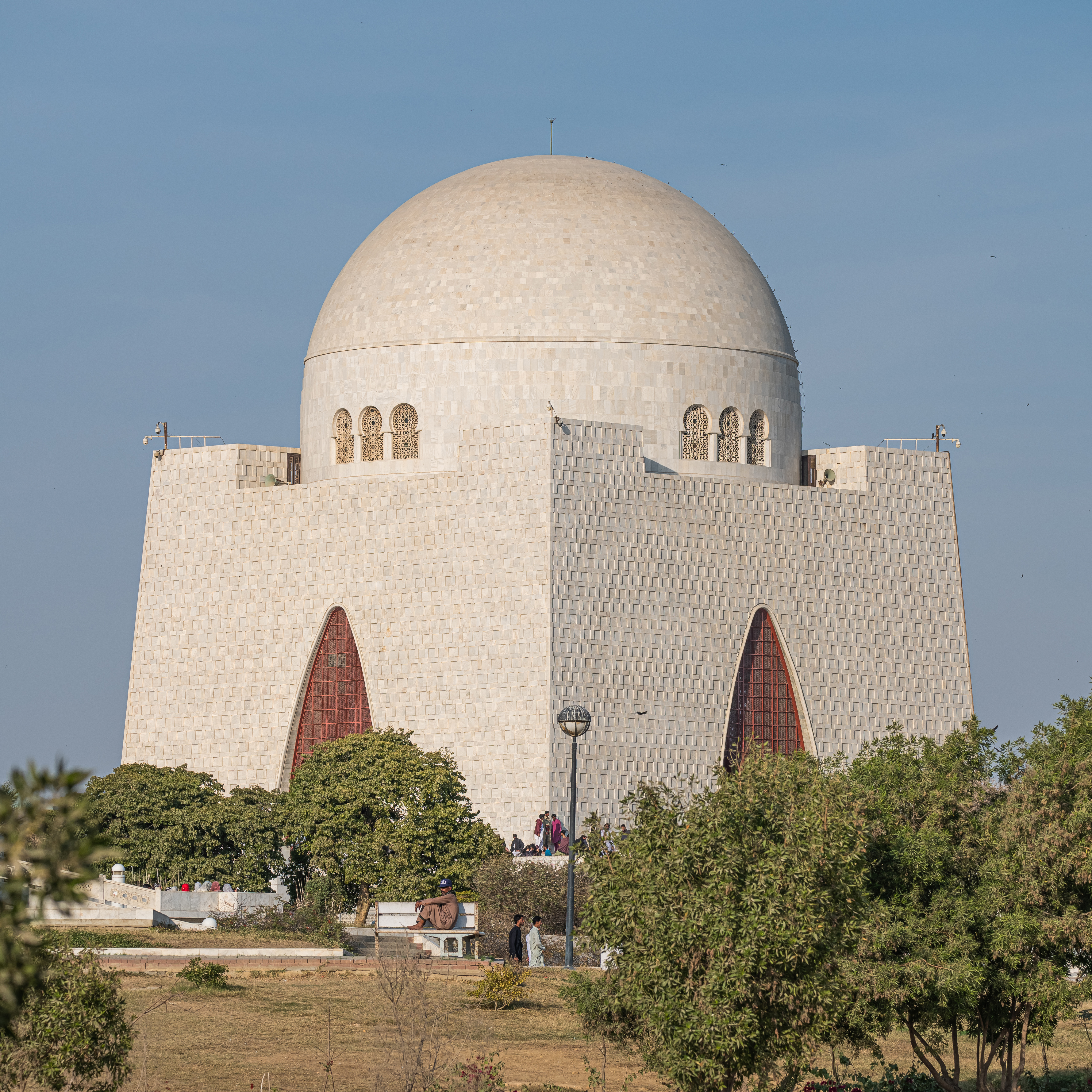
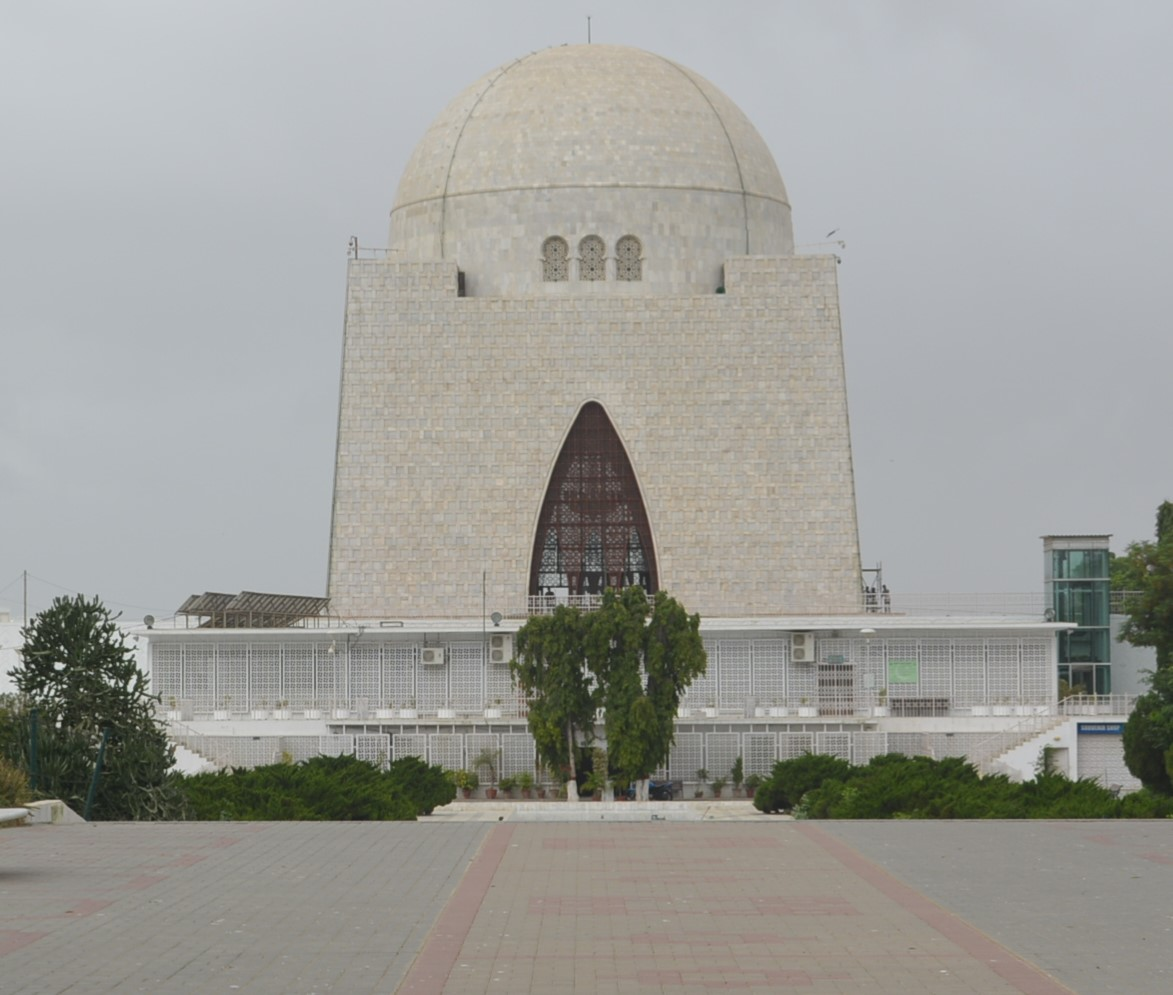
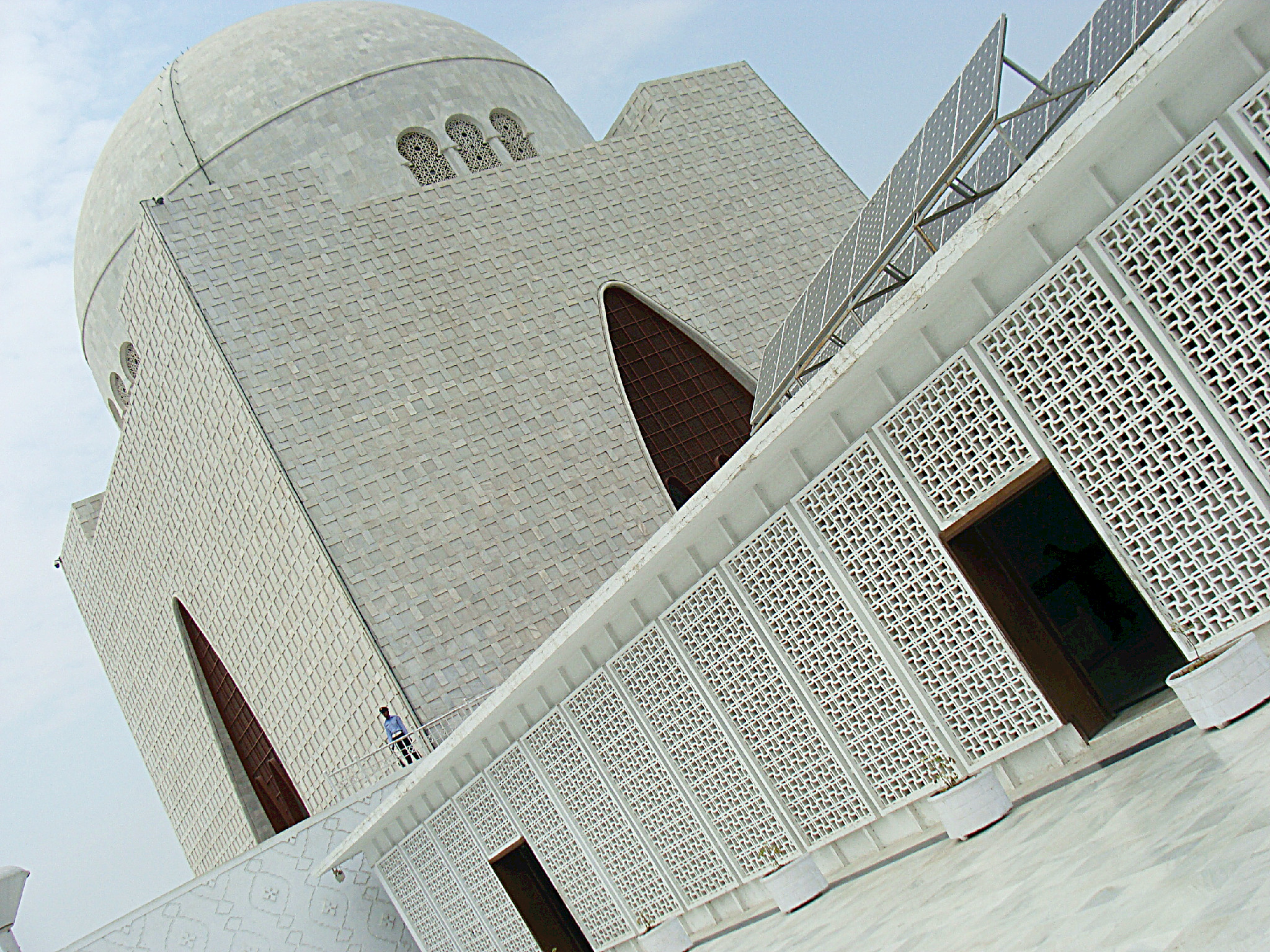

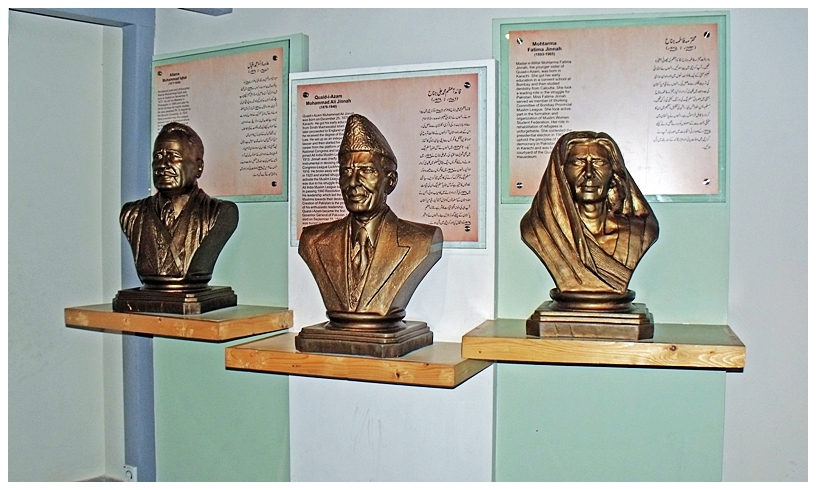
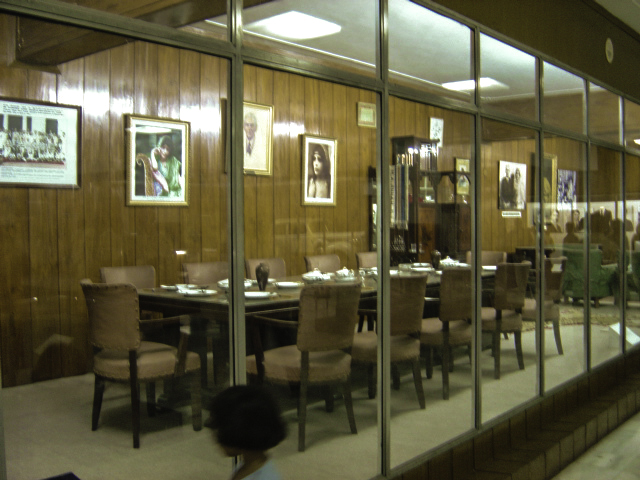
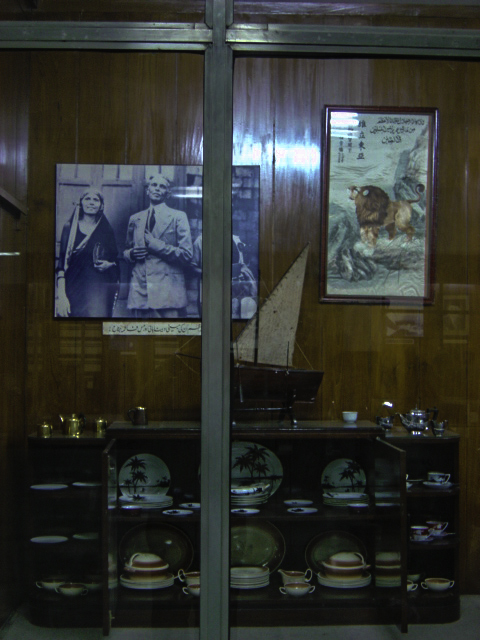
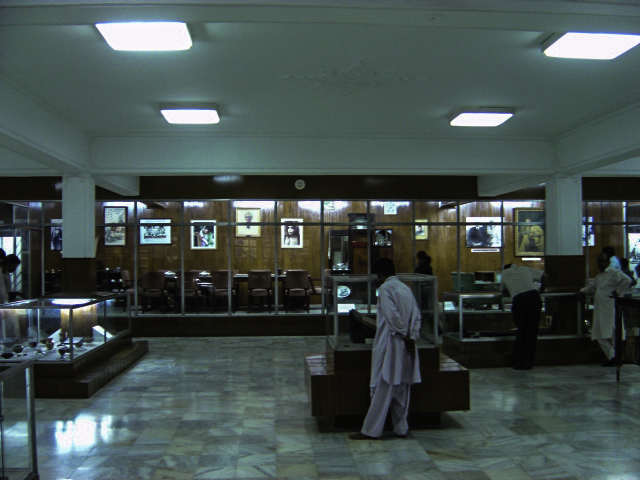
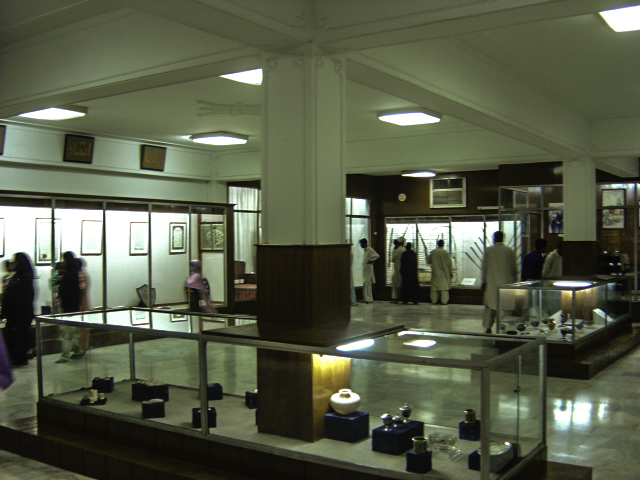
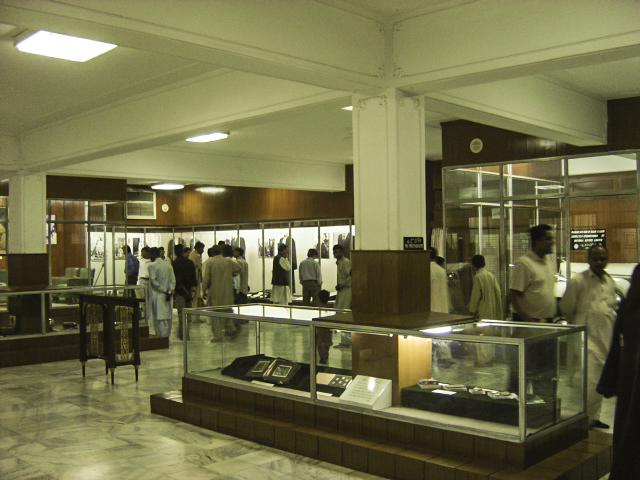
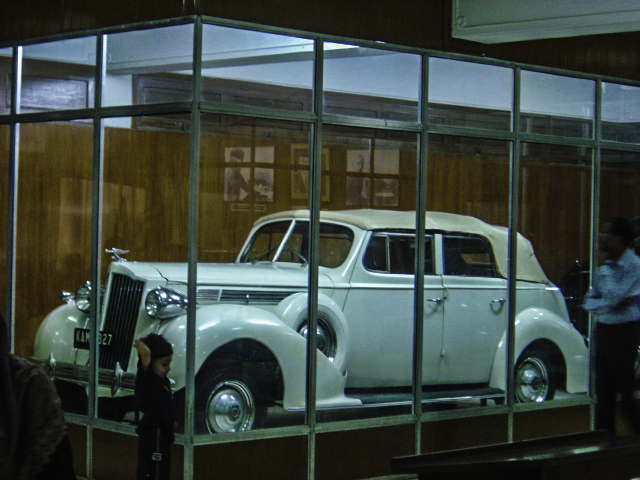

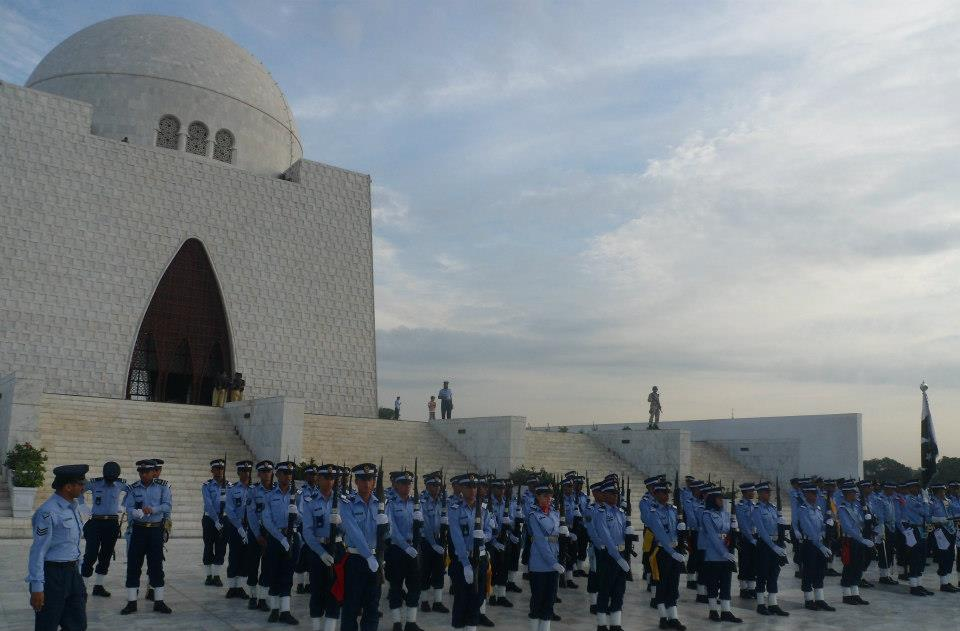
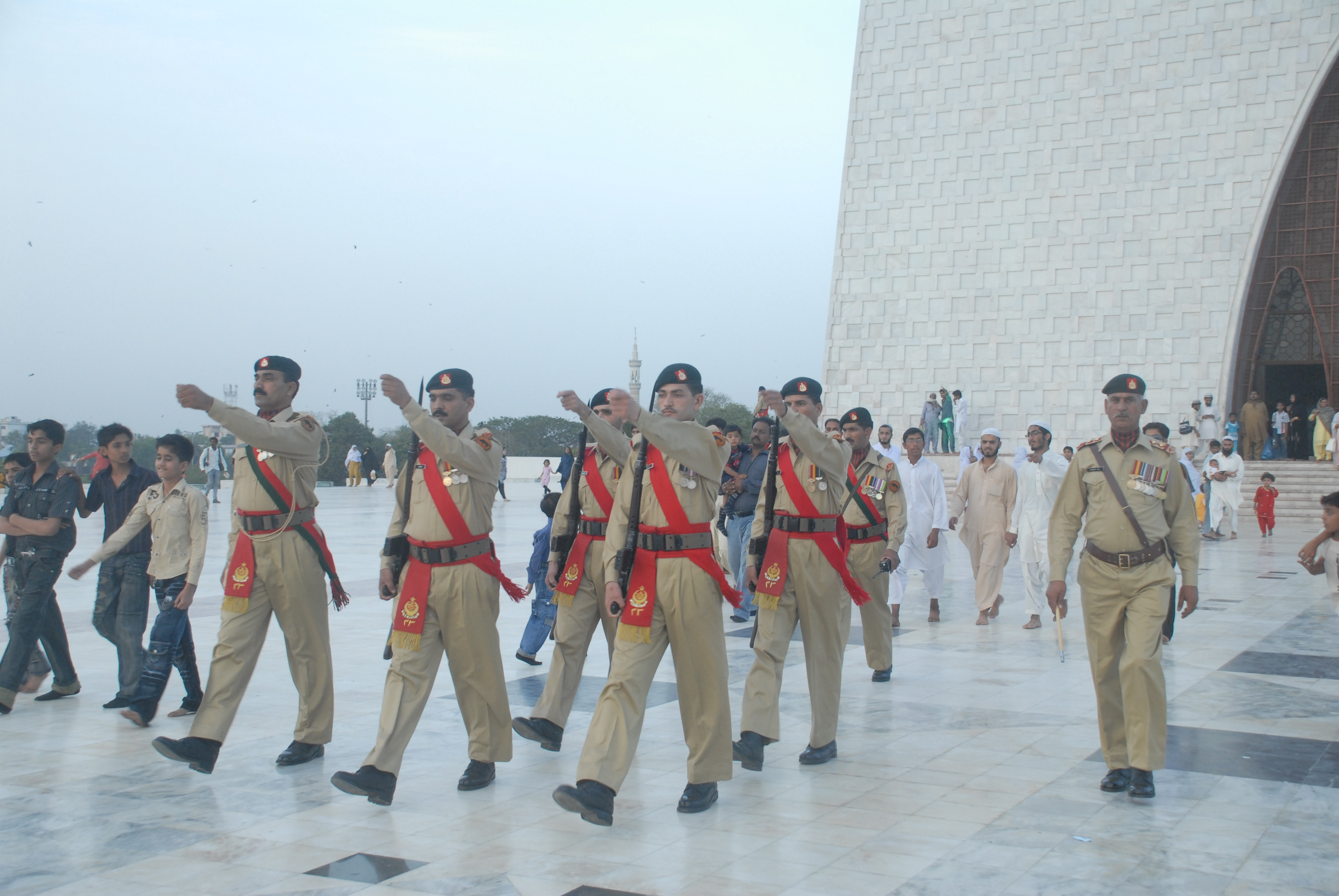
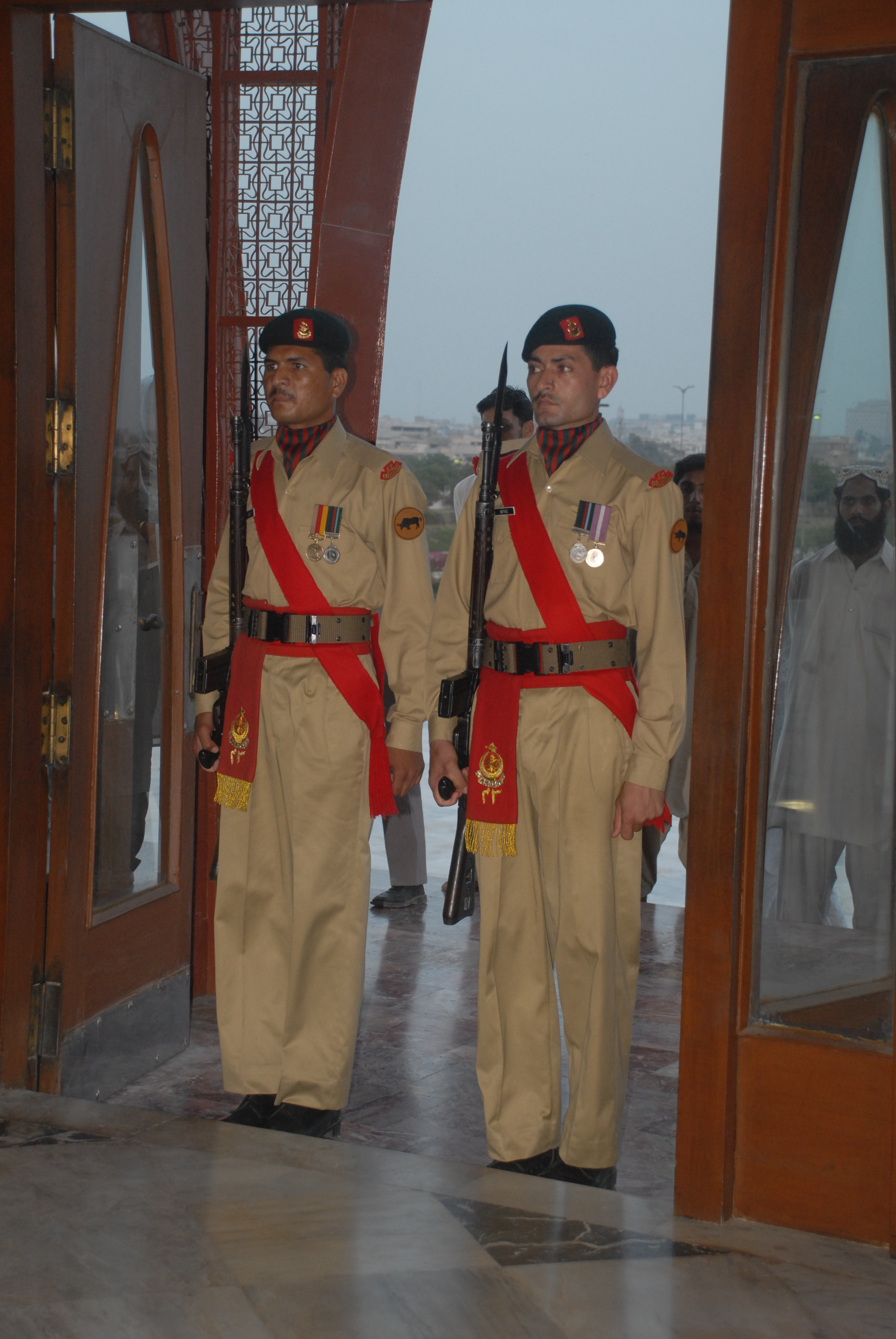
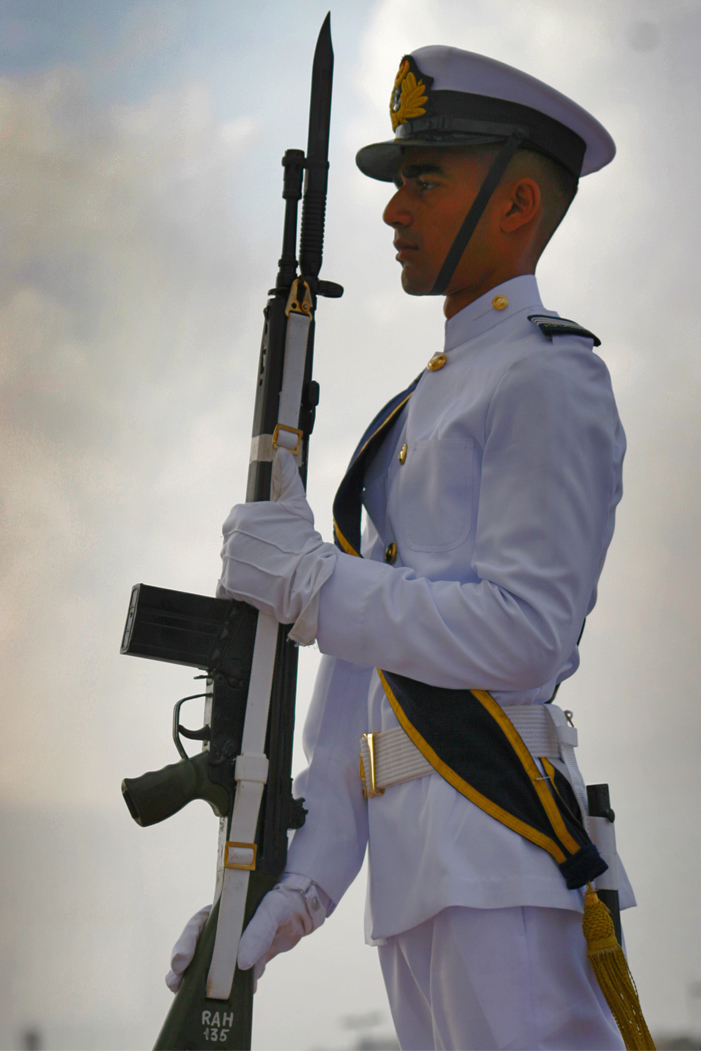

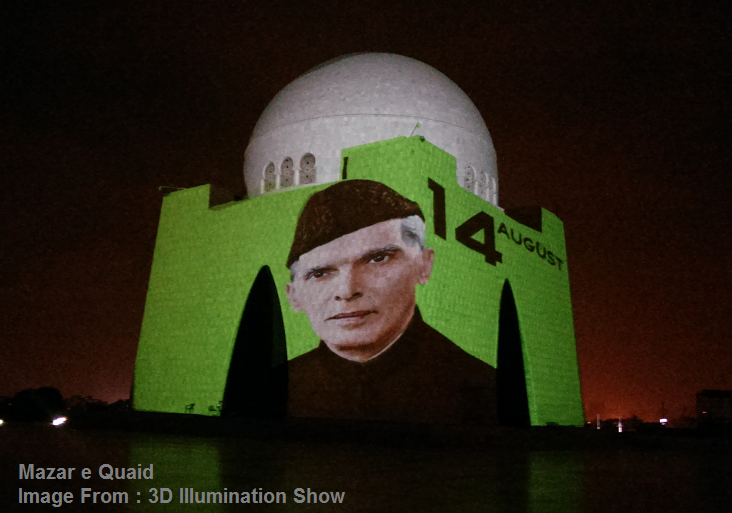
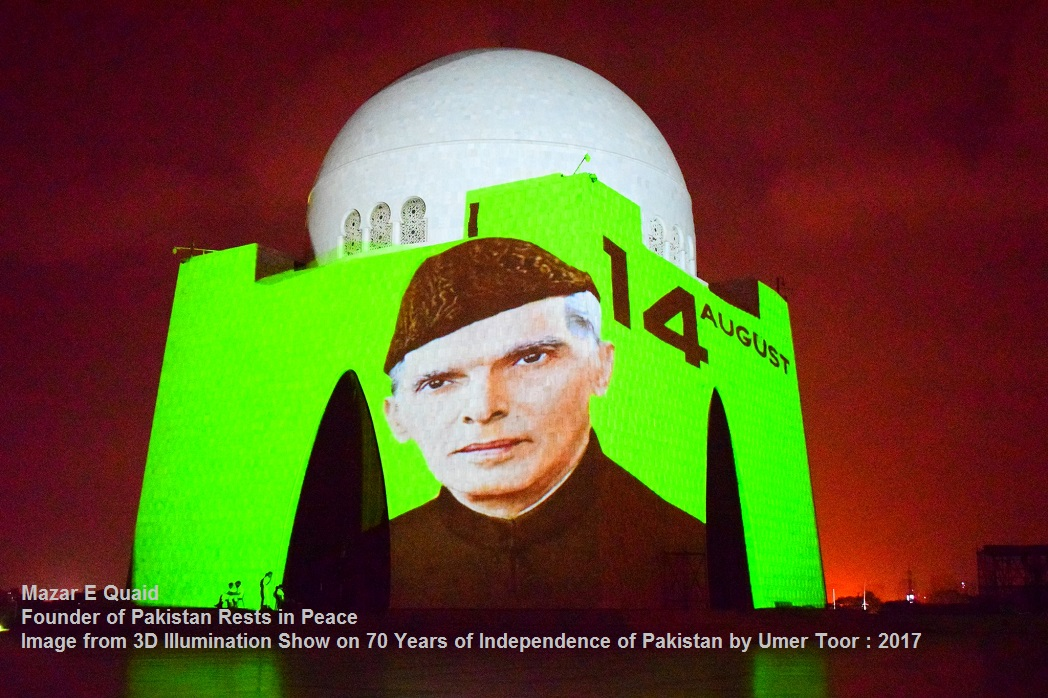
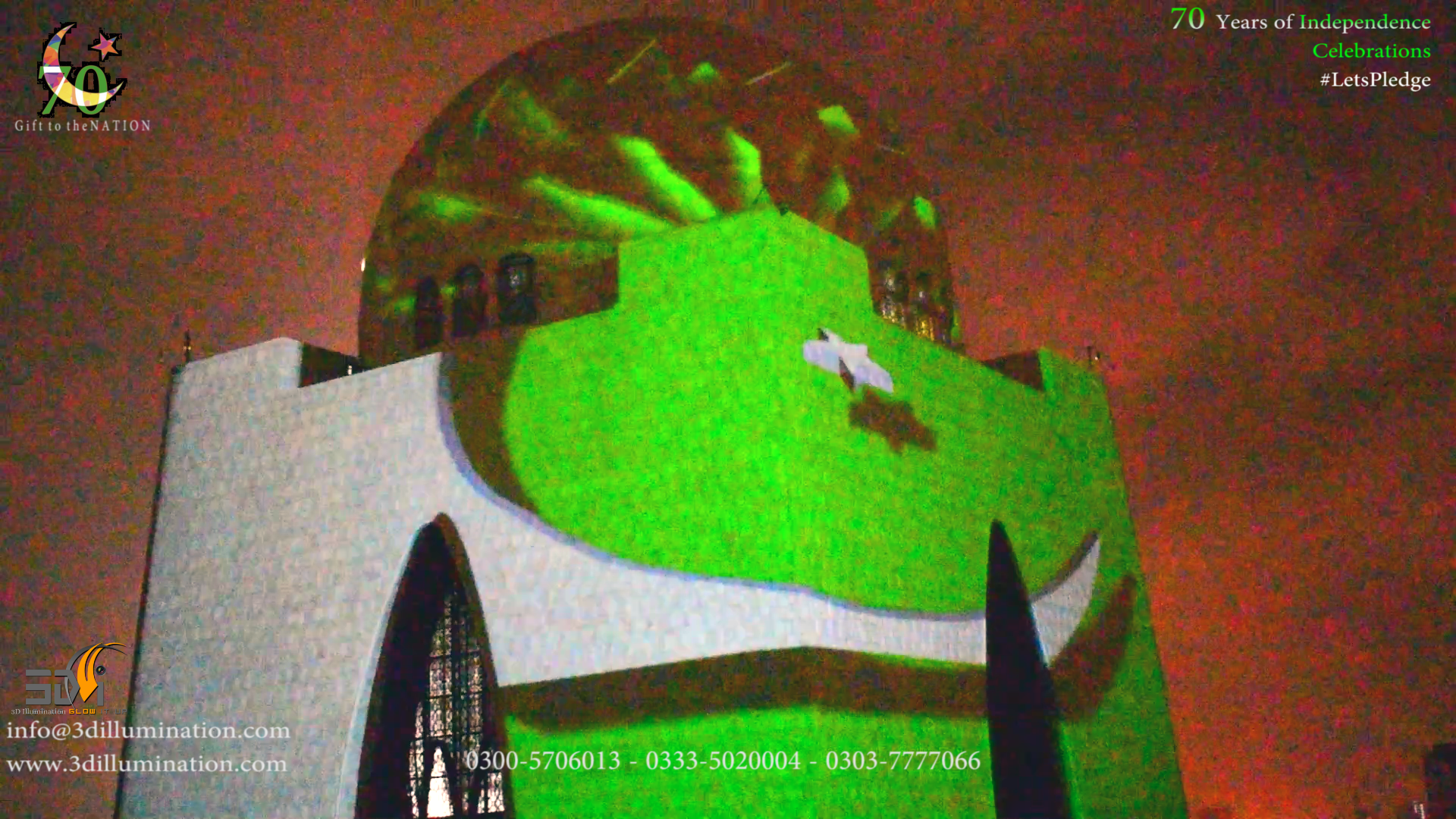
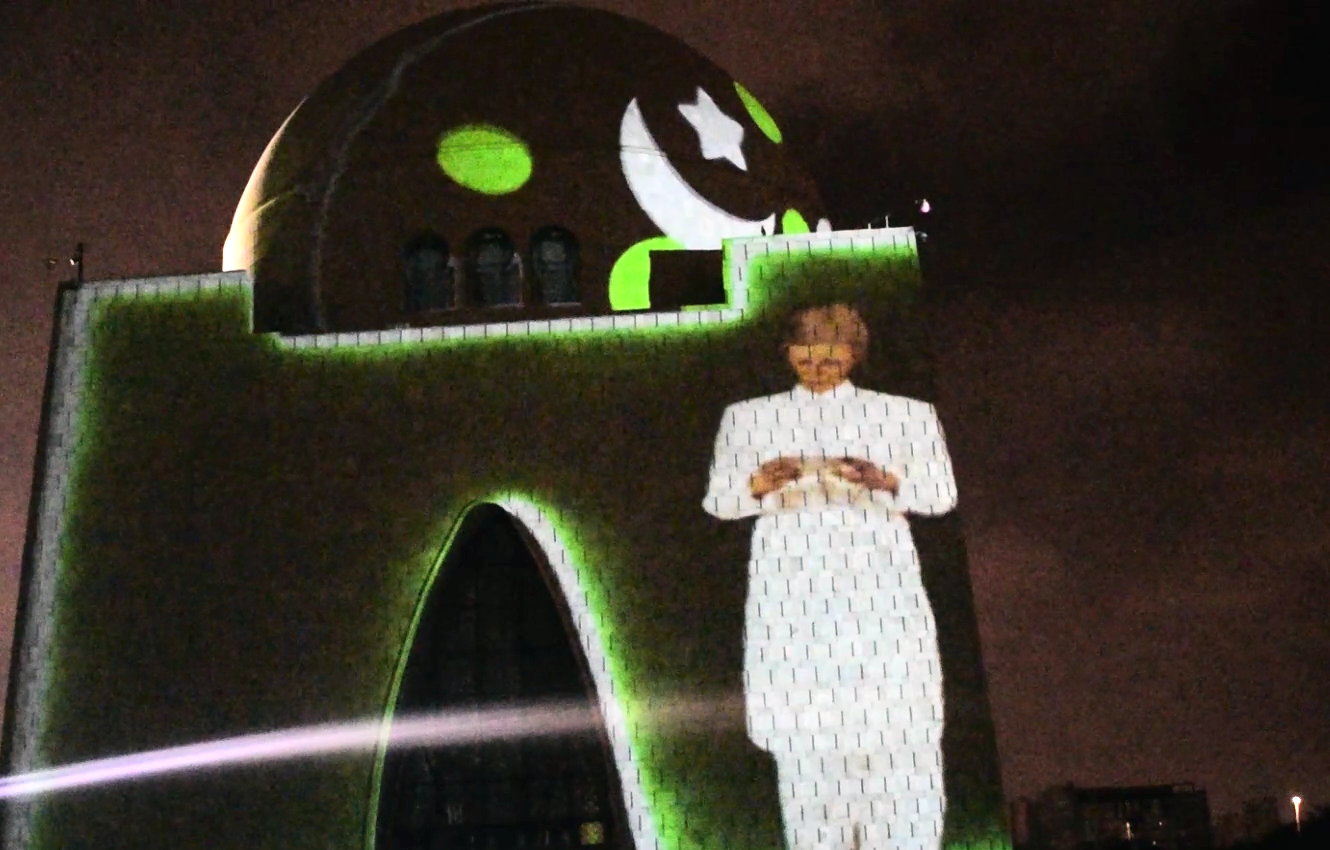

陵寢紀念堂外景
文物展示室
衛兵
光雕投影